# L'Astragale
Pour les articles homonymes, voir Astragale.
L'Astragale est un roman de l'écrivaine française Albertine Sarrazin, publié en 1965 aux éditions Jean-Jacques Pauvert (Fayard). Si la trame en est autobiographique, la dimension introspective, tout autant qu'humoristique, et la description sans concessions des vicissitudes d'une existence précaire et délinquante, sont bouleversantes de sincérité. Le roman offre une « représentation pertinente et frappante d’une truande errante qui se fait sujet du discours ». Le manuscrit fut « écrit d’un seul jet au printemps 1964 » durant l'une de ses nombreuses détentions pénales. Albertine Sarrazin lui donna d'abord le titre "Les Soleils noirs", le décrivant comme « petit roman d’amour pour Julien ».

## Résumé
En sautant d'un mur pour s'échapper de prison, Anne se brise l'astragale, un petit os du tarse. Elle se traîne sur le bord de la route nationale, hèle un poids lourd. L'homme, qui a peur des responsabilités, ne prend pas en charge Anne mais stoppe pour elle une voiture. Son conducteur, Julien, est lui aussi un repris de justice.
Dès que les regards se croisent, c'est le coup de foudre. Julien installe Anne chez sa mère, puis dans une guinguette désaffectée tenue par d'anciens truands, enfin à Paris même chez une prostituée qui vit avec sa fille. Mais la blessure d'Anne impose une intervention médicale, qu'il faut financer d'une manière ou d'une autre...
Après quelques jours dans une clinique, elle réapprend à marcher. Malgré leur grand amour, Anne ne cesse pas d'avoir l'impression que la vie est une prison, que ce soit en raison de l'attente des visites trop brèves et trop rares de Julien. Un jour, c'est la catastrophe : Julien s'est fait prendre.
Il serait trop dangereux pour Anne d'aller le voir en prison. Se retrouvant seule, elle sombre de nouveau dans la délinquance et se prostitue, non seulement pour survivre mais aussi pour épargner en vue d'une vie commune dès la libération de Julien. L'un de ses clients devient son "régulier", l'installe dans un appartement meublé et lui verse des compensations financières.
Quelques mois plus tard, Julien est libéré. Après une brève dispute, ils décident d'emménager ensemble. Hélas, la liberté n'est pas pour autant à portée de main. À la veille de s'installer avec l'homme de sa vie, elle est arrêtée par la police. L'attente recommence, continue...

## Accueil du livre
Le 9 août 1964, Albertine Sarrazin sort de prison, entame la vie commune avec Julien et corrige ses manuscrits, rédigés lors de ses multiples séjours carcéraux. Son « 1/16e de mère », comme elle a surnommé son soutien littéraire, le docteur Christianne Gogois-Myquel, fait lire ses manuscrits notamment à Simone de Beauvoir. Cette dernière la recommande aux éditions Gallimard. De son côté, le 11 décembre 1964, la jeune femme contacte René Bastide, le journaliste du Méridional pour lequel elle était pigiste de janvier à avril de la même année. Ce dernier a en effet été impressionné auparavant par les cahiers de notes qu'elle avait écrites durant son séjour à la prison de Fresnes, les cahiers de Fresnes. Il l’adresse à nouveau aux éditions Jean-Jacques Pauvert, dont il connaît le directeur littéraire, Jean-Pierre Castelnau.
Au début de l’année 1965, Albertine compare l'attente de la réponse des éditeurs à celle d'un verdict. Le 27 avril 1965, elle reçoit la réponse positive des éditions Pauvert, acceptant d'éditer non seulement l'Astragale mais, fait rarissime, corrélativement, son autre roman autobiographique, La Cavale, cela pour saper toute velléité de Gallimard. « La lettre qui m’adopte, qui m’enfante, qui me libère », écrit-elle dans son prochain roman, La Traversière. La délinquante devient « l’ôteur ». Son passé lui fait des misères: interdite de séjour à Paris du fait de ses délits, elle n'est pas autorisée à se rendre dans la capitale, et c'est Jean-Pierre Castelnau en personne qui se rend à Nîmes pour la rencontrer. Elle analyse un peu plus tard ce revers de manière lucide: si elle connait la liberté et le succès, elle reste marquée d'un « sceau indélébile et secret que la prison a fait en (elle) (...) ».  (La Traversière.) « L'Astragale » sort en octobre, le succès, en partie décrié, est fulgurant: le tirage est épuisé en quelques jours. En Mars 1966, elle reçoit le Prix des Quatre Jurys, "malgré la vive opposition de certains milieux littéraires".
Le succès de « L'Astragale » est dû en partie à la personnalité atypique de sa jeune autrice. Par ailleurs, l'argot de son langage reste à la portée de tous, son style est incisif, et plein d'humour, ne sombrant jamais dans l'amertume. Ces qualités se confirment dans ses œuvres suivantes, « La Cavale », « La Traversière » ainsi que dans ses cahiers de notes et sa correspondance, notamment avec Julien. Albertine Sarrazin ne profite pas longtemps de cette notoriété, puisqu'elle meurt le 10 juillet 1967, à l'âge de 29 ans des suites d'une opération mal préparée.
Corrélativement, Albertine Sarrazin apprend à évoluer dans la société mondaine de la France d’avant mai 68, dont elle ignore tout. Elle apprend vite mais reste fidèle à elle-même. Elle rencontre le réalisateur Norbert Carbonnaux, désireux de tourner un film sur la base de " l'Astragale ". Albertine et Julien Sarrazin s'entretiennent d'abord longuement avec lui, jusqu'à ce que, selon Julien Sarrazin, « La môme était convaincue que Norbert avait pigé ». Malgré ses problèmes de santé, Albertine Sarrazin participe au travail d'adaptation pour le cinéma, mais son décès interrompt définitivement ce projet-là. En revanche, l'idée était née, et le projet de réalisation est repris par Guy Casaril, tandis que Julien Sarrazin se consacre à la poursuite des auteurs de l'erreur médicale qui a conduit au décès brutal de sa femme.

## Éditions
- Éditions Pauvert, 1965, réédité en 1976, 2001
- Le Livre de poche no 2418, 1969
- Points, 2011, préface de Patrick Besson  (ISBN 978-2-75-782213-5)

## Adaptations

### Au cinéma
- 1968 : L'Astragale de Guy Casaril, avec Horst Buchholz (Julien) et Marlène Jobert (Anne), musique Joss Baselli.

Claude Mauriac en dira: "Spirituelle, lucide, ambiguë et charmante, Marlène Jobert, si jolie et plaisante qu'elle soit, s'estompe alors même qu'elle cesse d'être là, moins pour elle-même que pour une autre, Albertine Sarrazin dont on ne peut à peine dire qu'elle l'incarne."
- 2015 : L'Astragale de Brigitte Sy, avec Leïla Bekhti (Albertine Damien) et Reda Kateb (Julien)

### Au théâtre
- Albertine Sarrazin, adapté et interprété par Mona Heftre, mise en scène de Manon Savary, créé en 2008, repris en 2015 au Théâtre de Poche Montparnasse. Adaptations de plusieurs textes d'Albertine Sarrazin, dont L'Astragale.